# Stadtdirektion (Baden)
Als Stadtdirektion bezeichnet man in Baden von 1803 bis 1806 in der hierarchischen Gliederung der badischen Verwaltung die dritte Stufe der Verwaltung in den neu hinzugekommenen ehemals kurpfälzischen Städten Mannheim und Heidelberg. Auf gleicher Stufe standen die Landvogteien. Kurzzeitig wurde auch die Bezeichnung Stadtvogteiamt Mannheim und Stadtvogteiamt Heidelberg verwendet.
Über der Stadtdirektion stand oben die Regierung des Landes und darunter die vier Landesteile: Badische Markgrafschaft, Badische Pfalzgrafschaft, Oberes Fürstentum am Bodensee und Besitzungen der Markgrafen Friedrich und Ludwig.
Ab 1819 wurde die Stadtdirektion Karlsruhe gebildet, die direkt dem Innenministerium unterstand.
Der Amtsvorstand wurde als Stadtdirektor bezeichnet.